# Comano Terme
Comano Terme es un municipio de la provincia de Trento en la región de Trentino-Alto Adigio, Italia.
Formado por la unión de los ex municipios de Lomaso y Bleggio Inferiore. El 1 de enero de 2010, cuenta con 2.930 habitantes.